# Scindapsus cuscuarioides
Scindapsus cuscuarioides — вид квіткових рослин із родини кліщинцевих (Araceae), роду Scindapsus. Це ліана, рідним ареалом якої є Нова Гвінея.